# Chiesa di Sant'Eufemia (Venezia)
La chiesa di Sant'Eufemia è un edificio religioso della città di Venezia sull'isola della Giudecca.

## Storia
La chiesa di Sant'Eufemia fu costruita nel IX secolo in stile veneto-bizantino, secondo la tradizione durante il dogado di Orso I Partecipazio e oltre che a Santa Eufemia era dedicata anche ad altre martiri di Aquileia (Tecla, Dorotea ed Erasma).
Nel 1371, come riportato da una lapide a lato dell'ingresso, la chiesa fu consacrata una seconda volta in seguito a un grosso intervento di ristrutturazione che introdusse elementi architettonici di carattere gotico. Nel XVIII secolo fu eseguito un altro intervento che, oltre alla facciata, modificò profondamente l'interno dove furono applicati stucchi sia nella navata centrale che nelle volte del soffitto.
Nella cappella di Sant'Anna è venerato il corpo della beata Giuliana di Collalto, che nel XIII secolo fu badessa del vicino monastero dei Santi Biagio e Cataldo.

## Descrizione

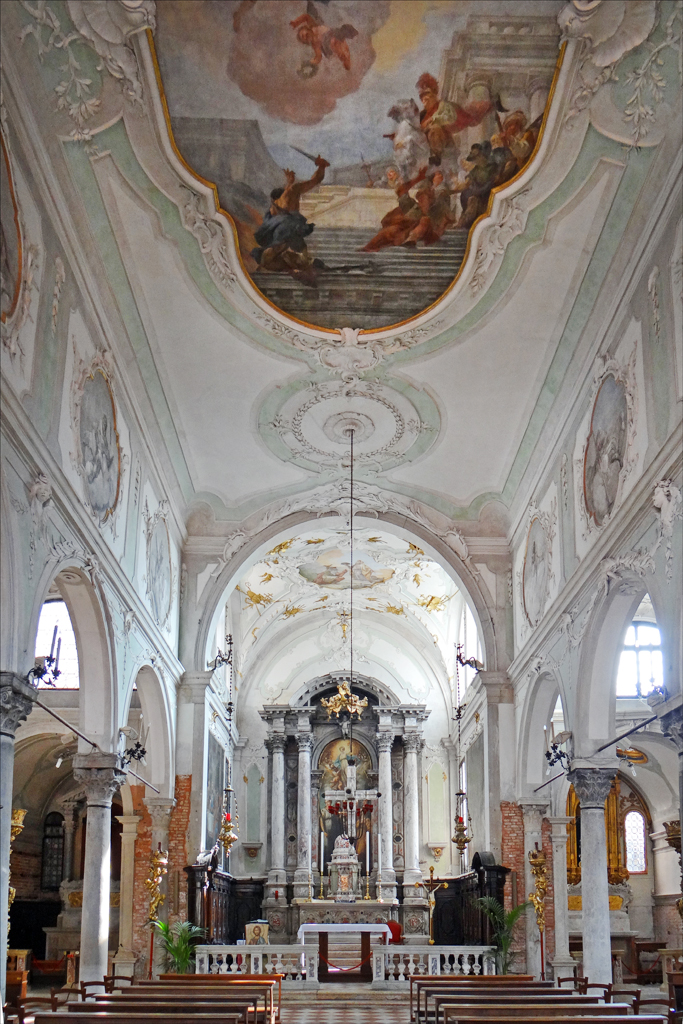
Interno

Il fianco destro, affacciato sul canale della Giudecca presenta un portico con colonne in stile dorico recuperate nel 1593 dalla ristrutturazione della vicina chiesa dei Santi Biagio e Cataldo. All'interno del portico, in una nicchia, si trova un'immagine di Santo Vescovo di stile gotico, mentre sulla testa, in una lunetta trilobata, è presente una Crocifissione e donatori in stile bizantineggiante e risalente al XIV secolo.
La facciata è rivolta verso il rio di Santa Eufemia e presenta una struttura semplice, a due lesene con due finestroni semicircolari aperti sulle navate laterali e due lunghe e strette aperture rettangolari che originariamente corrispondevano alle finestre gotiche realizzate nella prima ristrutturazione.  Sopra al semplice portale, all'interno di un arco semicircolare è presente un bassorilievo rinascimentale raffigurante La Vergine tra San Rocco e Sant'Eufemia
L'interno mantiene la pianta basilicale a tre navate dell'edificio originario, di cui rimangono anche le colonne coi relativi capitelli. Gli stucchi alle pareti della navata centrale e sulla volta del soffitto risalgono invece al restauro settecentesco, così come le pale d'altare Gesù fra i Dottori di Francesco Cappella e la Visitazione della Vergine di Giambattista Canal, opera del 1771. Era presente anche una terza pala, raffigurante La nascita di Cristo e l'Adorazione dei Magi, di Jacopo Marieschi, spostata in altro sito.
Il soffitto, affrescato sempre dal Canal in stile tiepolesco, racconta episodi della vita di Sant'Eufemia: il Battesimo della Santa sul soffitto della navata sinistra, Sant'Eufemia in gloria nella navata centrale e Episodio della vita della Santa nella navata destra.
Va sicuramente segnalato il gruppo scultoreo di Gianmaria Morlaiter (marmo, sec. XVIII) con La Vergine col Cristo sulle ginocchia sull'ultimo altare della navata sinistra. Nel primo altare della navata destra è presente la parte centrale di un trittico San Rocco e l'angelo completato da una lunetta con la Vergine col Putto di Bartolomeo Vivarini che riporta in firma l'anno 1480. Nel presbiterio infine c'è un dipinto raffigurante La cena di Cristo firmato da Alvise Benfatto Dal Friso, della scuola del Veronese.
Il campanile, di stile romanico-bizantino, è basso e presenta una struttura tozza ed è collocato verso il canale della Giudecca all'altezza dell'abside ed è parzialmente inglobato da alcuni edifici.